# Казенёв, Жан
Жан Казенёв, Жан Казнёв (фр. Jean Cazeneuve, 17 мая 1915, Юссель, Коррез — 4 октября 2005, Париж) — французский этнолог и социолог.

## Биография
Выпускник Эколь Нормаль. Преподавал в Александрийском университете (1948—1950). В 1954—1955 годах вел этнографические исследования в Мексике. Защищал диссертацию в Гарварде. В 1964—1966 годах — сотрудник CNRS. В 1966 году возглавил кафедру социологии в Сорбонне. Руководил Службой радио- и телевещания Франции (1964—1974), был генеральным директором TF1 (1974—1978).

## Научные интересы
Автор работ по этнологии, трудов по социологии ритуала, массовых коммуникаций, социологии знания и морали, монографий о Леви-Брюле, Марселе Моссе.

## Публикации
- La Psychologie du prisonnier de guerre (1944)
- C’est mourir beaucoup (1944)
- Psychologie de la joie (1952)
- Les Dieux dansent à Cibola (1957)
- Les Rites et la condition humaine (1959)
- La Philosophie médicale de Ravaisson (1959)
- La Mentalité archaîque (1961)
- Sociologie de la radio-télévision (1963)
- Lévy-Bruhl (1963)
- La Grande Chance de la télévision (1963)
- Les Mythologies (1966)
- Bonheur et civilisation (1966)
- L’Ethnologie (1967)
- Sociologie de Marcel Mauss (1968)
- Les Pouvoirs de la télévision (1970)
- La Sociologie (1970)
- Guide de l'étudiant en sociologie (1971)
- Sociologie du rite (1971)
- La Société de l’ubiquité (1972)
- L’Homme téléspectateur (1974)
- La Sociologie et les sciences de la société (1974)
- Les Communications de masse (1976)
- Dix grandes notions de la sociologie (1976)
- Aimer la vie (1977)
- Des métiers pour un sociologue (1978)
- La Raison d’être (1981)
- La Vie dans la société moderne (1982)
- Le Mot pour rire (1983)
- Histoire des dieux, des sociétés et des hommes (1985)
- De l’optimisme (1987)
- Les Hasards d’une vie, des primitifs aux téléspectateurs (1989)
- Et si plus rien n’était sacré (1991)
- La Télévision en sept procès (1992)
- La Personne et la société (1995)
- Du calembour, du mot d’esprit (1996)
- L’Avenir de la morale (1998)
- Les Roses de la vie. Variations sur la joie et le bonheur (1999)

## Признание
Член французской Академии моральных и политических наук (с 1978), в 1983—1984 был её президентом. Представитель Франции в Совете Европы (1978—1980).